# Bouguirat
Bouguirat (em árabe: بوقيراط) é uma cidade e comuna na província de Mostaganem, Argélia. É a capital do distrito homônimo. Segundo o censo de 2008, a população total da cidade era de 31 469 habitantes.